# Cyclolabus dubiosus
Cyclolabus dubiosus là một loài tò vò trong họ Ichneumonidae.